# Ōpōtiki
Opotiki è una cittadina situata nella regione della Baia dell'Abbondanza sull'Isola del Nord della Nuova Zelanda.

## Geografia fisica
Opotiki sorge alla confluenza del fiume Otara con il fiume Waioeka a poca distanza dalla costa della baia dell'Abbondanza.